# USS Falgout (DE-324)
USS Falgout (DE-324/DER-324) là một tàu hộ tống khu trục lớp Edsall từng phục vụ cùng Hải quân Hoa Kỳ trong Chiến tranh Thế giới thứ hai. Nó là chiếc tàu chiến duy nhất của Hải quân Hoa Kỳ được đặt cái tên này, theo tên thủy thủ George Irvin Falgout (1922-1942), người từng phục vụ trên tàu tuần dương hạng nặng San Francisco (CA-38), đã tử trận trong trận Hải chiến Guadalcanal vào ngày 12 tháng 11, 1942 và được truy tặng Huân chương Chữ thập Hải quân. Nó đã phục vụ cho đến khi chiến tranh kết thúc, xuất biên chế năm 1947, rồi được tạm thời chuyển cho Tuần duyên Hoa Kỳ như là chiếc USCGC Falgout (WDE-424) trong giai đoạn từ 1951 đến 1954. Sau khi hoàn trả cho Hải quân, nó được xếp lại lớp như một tàu hộ tống khu trục cột mốc radar DER-324 và tiếp tục tham gia hoạt động trong cuộc Chiến tranh Việt Nam cho đến năm 1969. Con tàu cuối cùng bị đánh chìm như mục tiêu vào năm 1977. Falgout được tặng thưởng một Ngôi sao Chiến trận do thành tích phục vụ trong Thế Chiến II, và thêm bảy Ngôi sao Chiến trận khác khi hoạt động tại Việt Nam.

## Thiết kế và chế tạo
Lớp Edsall có thiết kế hầu như tương tự với lớp Cannon dẫn trước; khác biệt chủ yếu là ở hệ thống động lực Kiểu FMR do được trang bị động cơ diesel Fairbanks-Morse dẫn động qua hộp số giảm tốc đến trục chân vịt. Đây là cấu hình động cơ được áp dụng rộng rãi trên tàu ngầm, được chứng tỏ là có độ tin cậy cao hơn so với lớp Cannon.
Vũ khí trang bị bao gồm ba pháo 3 in (76 mm)/50 cal trên tháp pháo nòng đơn có thể đối hạm hoặc phòng không, một khẩu đội pháo phòng không Bofors 40 mm nòng đôi và tám pháo phòng không Oerlikon 20 mm. Vũ khí chống ngầm bao gồm một dàn súng cối chống tàu ngầm Hedgehog Mk. 10 (có 24 nòng và mang theo 144 quả đạn); hai đường ray Mk. 9 và tám máy phóng K3 Mk. 6 để thả mìn sâu. Con tàu vẫn giữ lại ba ống phóng ngư lôi Mark 15 21 inch (533 mm), và được trang bị radar SC dò tìm không trung và mặt biển. Thủy thủ đoàn đầy đủ bao gồm 186 sĩ quan và thủy thủ.
Falgout được đặt lườn tại xưởng tàu của hãng Consolidated Steel Corporation ở Orange, Texas vào ngày 24 tháng 5, 1943. Nó được hạ thủy vào ngày 24 tháng 7, 1943, được đỡ đầu bởi bà H. J. Guidry, chị của thủy thủ Falgout, và nhập biên chế cùng Hải quân Hoa Kỳ vào ngày 15 tháng 11, 1943 dưới quyền chỉ huy của Hạm trưởng, Thiếu tá Tuần duyên Henry A. Meyer.

## Lịch sử hoạt động

### 1943 - 1947
Trong khi đang hướng sang khu vực Bermuda để tiến hành chạy thử máy huấn luyện, vào ngày 4 tháng 12, 1943, Falgout đã cứu vớt mười một người sống sót trên một bè cứu sinh, vốn từ chiếc tàu chở dầu SS Touchet đã bị đắm do trúng ngư lôi. Sau đó nó làm nhiệm vụ hộ tống các đoàn tàu vận tải vượt Đại Tây Dương, xuất phát từ Norfolk, Virginia hay New York và đi đến các cảng Bắc Phi. Con tàu đã thực hiện tổng cộng tám chuyến hộ tống vận tải trong giai đoạn từ ngày 3 tháng 2, 1944 đến ngày 2 tháng 6, 1945.
Trong chuyến đi cùng Đoàn tàu UGS–38 vào ngày 20 tháng 4, 1944, máy bay ném bom của Không quân Đức đã tấn công vào lúc trời nhá nhem tối ngoài khơi Algiers. Trước khi bị hỏa lực phòng không của Falgout cùng các tàu hộ tống khác đánh đuổi, chúng đã đánh chìm tàu vận tải SS Paul Hamilton đang vận chuyển 500 binh lính và tàu khu trục Lansdale (DD-426), và gây hư hại cho nhiều tàu khác trong đoàn tàu. Nó cùng các tàu chị em cứu vớt những người sống sót và hộ tống các tàu buôn bị hư hại đi đến cảng gần nhất Algiers, rồi đưa đoàn tàu đến điểm đến Bizerte, Tunisia.
Chuyến quay trở về cũng không kém phần khó khăn, khi vào ngày 3 tháng 5, tàu hộ tống khu trục chị em Menges (DE-320) trúng một ngư lôi dò âm G7es trong lúc truy đuổi một mục tiêu phát hiện qua radar. Bị hư hại nặng, Menges phải được kéo về Algiers để sửa chữa. Bốn tàu hộ tống khác đã đánh chìm tàu ngầm U-boat U-371 tại tọa độ 37°49′B 05°39′Đ / 37,817°B 5,65°Đ; ba thành viên thủy thủ đoàn chiếc U-boat đã tử trận, và 49 người sống sót bị bắt làm tù binh. Đến ngày 5 tháng 5, tàu hộ tống khu trục Fechteler (DE-157) lại trúng phải ngư lôi phóng từ U-967, vỡ làm đôi và đắm. Falgout cùng các tàu đồng đội đã đưa các tàu buôn về đến cảng an toàn. Trong chuyến hộ tống vận tải thứ ba hướng sang Gibraltar, nó đã cứu vớt và bắt làm tù binh bốn thành viên đội bay Đức bị bắn rơi xuống biển.
Đi đến Balboa, Panama vào ngày 25 tháng 6, 1945, Falgout ở lại khu vực này cho đến ngày 13 tháng 12. Nó phục vụ cho việc huấn luyện tàu ngầm, đồng thời đã viếng thăm Nicaragua và Costa Rica để phối hợp phòng thủ. Con tàu quay trở về Charleston, South Carolina vào ngày 18 tháng 12, rồi chuyển đến Green Cove Springs, Florida vào ngày 9 tháng 2, 1946, nơi nó được đại tu để chuẩn bị ngừng hoạt động. Con tàu được đưa về thành phần dự bị vào ngày 9 tháng 5, 1946, rồi được cho xuất biên chế tại đây vào ngày 18 tháng 4, 1947.

### USCGCFalgout(WDE-424)
Trong giai đoạn từ ngày 24 tháng 8, 1951 đến ngày 21 tháng 5, 1954, Falgout được tạm thời chuyển cho lực lượng Tuần duyên Hoa Kỳ, và hoạt động như là chiếc USCGC Falgout (WDE-424) dưới quyền chỉ huy của Hạm trưởng, Trung tá Tuần duyên G. L. Rollins. Con tàu hoạt động tuần tra đại dương ngoài khơi Tacoma, Washington cho đến khi ngừng hoạt động và hoàn trả cho Hải quân.

### 1955 -1969
Được cải biến thành một tàu hộ tống khu trục cột mốc radar, Falgout được xếp lại lớp với ký hiệu lườn mới DER-324 vào ngày 28 tháng 10, 1954, rồi tái biên chế trở lại vào ngày 30 tháng 6, 1955 dưới quyền chỉ huy của Hạm trưởng, Thiếu tá Hải quân Walter P. Smiley. Sau khi hoàn tất việc chạy thử máy, con tàu đi đến Seattle, Washington vào ngày 20 tháng 11 để phục vụ như cột mốc radar, được bố trí tại hàng rào Thái Bình Dương trong Đường cảnh báo sớm từ xa - (DEW: Distant Early Warning) Line - nhằm cảnh báo sớm khả năng bị máy bay ném bom chiến lược hay tên lửa đạn đạo đối phương tấn công.
Falgout chuyển cảng nhà đến Trân Châu Cảng từ ngày 19 tháng 3, 1959, và tiếp tục vai trò cột mốc radar cảnh báo sớm tại hàng rào Thái Bình Dương ở khu vực Hawaii. Nó tham gia các hoạt động tác chiến trong khuôn khổ cuộc Chiến tranh Việt Nam từ năm 1966 đến năm 1969, bao gồm các hoạt động trong Chiến dịch Market Time nhằm ngăn chặn việc vận chuyển vũ khí và tiếp liệu từ Bắc Việt Nam vào Nam Việt Nam.
Falgout được cho xuất biên chế lần sau cùng tại Mare Island, Vallejo, California vào ngày 10 tháng 10, 1969 và được đưa về Hạm đội Dự bị Thái Bình Dương. Tên nó được cho rút khỏi danh sách Đăng bạ Hải quân vào ngày 1 tháng 6, 1975, và con tàu bị đánh chìm như một mục tiêu ngoài khơi California vào ngày 12 tháng 1, 1977.

## Phần thưởng
Falgout được tặng thưởng một Ngôi sao Chiến trận do thành tích phục vụ trong Thế Chiến II, và thêm bảy Ngôi sao Chiến trận khác khi hoạt động tại Việt Nam.
|             |  |                                         |
| Bronze star |  | Bronze star                             |
|             |  | Silver star · Bronze star · Bronze star |
|             |  |                                         |

| Dãi băng Hoạt động Tác chiến                                                 | Dãi băng Hoạt động Tác chiến                                       | Huân chương Chiến dịch Hoa Kỳ                                      | Huân chương Chiến dịch Hoa Kỳ                                   |
| Huân chương Chiến dịch Châu Âu-Châu Phi-Trung Đông với 1 Ngôi sao Chiến trận | Huân chương Chiến thắng Thế Chiến II                               | Huân chương Chiến thắng Thế Chiến II                               | Huân chương Phục vụ Phòng vệ Quốc gia với 1 Ngôi sao Chiến trận |
| Huân chương Phục vụ Triều Tiên (phục vụ Tuần duyên)                          | Huân chương Viễn chinh Lực lượng Vũ trang                          | Huân chương Viễn chinh Lực lượng Vũ trang                          | Huân chương Phục vụ Việt Nam với 7 Ngôi sao Chiến trận          |
| Huân chương Anh Dũng Bội Tinh (Việt Nam Cộng Hòa)                            | Huân chương Liên Hiệp Quốc Phục vụ Triều Tiên (phục vụ Tuần duyên) | Huân chương Liên Hiệp Quốc Phục vụ Triều Tiên (phục vụ Tuần duyên) | Huân chương Chiến dịch Bội tinh (Việt Nam Cộng Hòa)             |